# Sam Spiegel

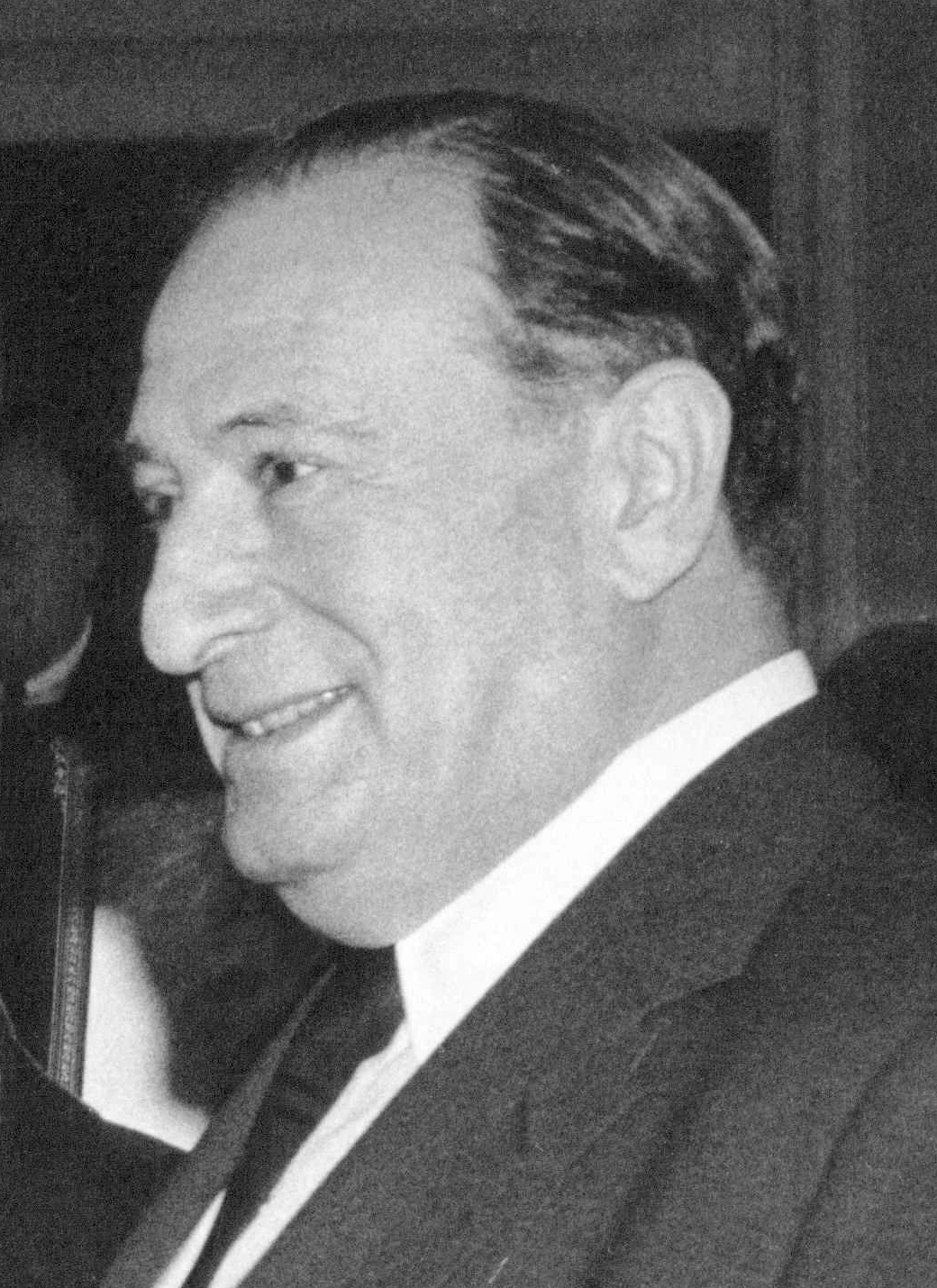
Sam Spiegel, 1963

Samuel P. Spiegel (* 11. November 1901 in Jarosław, Österreich-Ungarn; † 31. Dezember 1985 in Saint-Martin, Französisch-Westindien), war ein austroamerikanischer Filmproduzent. Er gilt als eine der letzten großen Persönlichkeiten der klassischen Hollywood-Ära und einer der bedeutendsten Filmproduzenten der amerikanischen Filmgeschichte.
Als unabhängiger und erfolgreicher Produzent in der Zeit des Studiosystems verschaffte er sich nahezu uneingeschränkten künstlerischen Spielraum. Seine Filme erhielten 50 international renommierte Auszeichnungen und 23 Oscars. Persönlich wurde er viermal mit dem Oscar ausgezeichnet, einer davon für sein Lebenswerk aufgrund der „konsistent hohen Qualität seiner Produktionen.“

## Leben und Wirken
Sam Spiegel war ein Sohn des Simon Spiegel und der Regina Schwitz. Er studierte an der Universität Wien und unternahm anschließend als Mitglied des Hashomer Hatzair einen längeren Aufenthalt nach Palästina.
Danach übersiedelte Spiegel in die Vereinigten Staaten, wo er Vorlesungen an der Universität von Berkeley in Kalifornien hielt. Von dort engagierte ihn 1927 Paul Bern, ein Verantwortlicher der MGM, als Scriptreader für ausländische Filmstoffe. Auf diese Weise mit der Welt des Films in Kontakt gekommen, blieb er ihr zeitlebens treu. Er wechselte zu Universal Pictures, die ihn in die europäische Zentrale in Berlin schickten, um deutsche und französische Adaptionen von Universal-Filmen zu produzieren. 1929 übernahm er die Leitung der Berliner Europazentrale. Im Februar 1932 gründete er mit dem Kaufmann Bruno Krüger die Pax Film GmbH.
Nach der Machtergreifung Adolf Hitlers ging er zunächst nach Österreich, wo er mit Paul Fejos als Regisseur einen der besten „Emigrantenfilme“ in Österreich, Sonnenstrahl (1933), produzierte. Bald emigrierte er aufgrund des in Österreich ebenfalls zunehmenden Antisemitismus zuerst nach Frankreich, wo er weiterhin als Filmproduzent tätig war. Nach der Besetzung Frankreichs durch die Nationalsozialisten im Zweiten Weltkrieg zog er weiter nach Großbritannien, wo er ebenfalls Filme produzierte. Letztendlich kehrte er 1942 über Mexiko wieder in die Vereinigten Staaten zurück, wo er eine Anstellung bei 20th Century Fox fand. Unter dem Pseudonym S. P. Eagle (eine Abstrahierung seines Nachnamens Spiegel), das er rund ein Jahrzehnt beibehielt, produzierte er dort bis 1947. 1947 gründete er mit John Huston die Horizon Pictures und begann eine einzigartige Karriere als unbeirrbarer Filmproduzent mit Kunstanspruch und Risikobereitschaft. Nach einigen, teils als eigenwillig empfundenen Filmschöpfungen gelang ihm 1954 mit dem achtfach oscarprämierten Die Faust im Nacken unter der Regie von Elia Kazan der internationale Durchbruch. Nach diesem und den weiteren Erfolgen genoss er als unabhängiger Produzent nahezu unbeschränkte schöpferische Freiheit, die er zu nutzen wusste.
In der Hollywood-Krise der 50er-Jahre wich Hollywood eine Zeit lang auf Großbritannien aus, wo ebenfalls oscarprämierte Werke wie Die Brücke am Kwai (1957) und Lawrence von Arabien (1962) entstanden. Er gewann dreimal den Oscar in der Kategorie „Bester Film“.
Im Jahr 2011 warf die Schauspielerin Theresa Russell Sam Spiegel vor, sie im Rahmen der Rollenbesetzung für den 1976 produzierten Film Der letzte Tycoon sexuell belästigt zu haben.
Spiegel verfolgte seit seiner Zeit bei Hashomer Hatzair in Palästina aufmerksam die Entwicklung rund um die Gründung des Staates Israels und hielt Kontakte aus seiner Zeit in Europa sowie in Palästina aufrecht, darunter die später hochrangigen Politiker Ariel Scharon und Golda Meir. Freundschaftlich verbunden war er auch mit Teddy Kollek, der von 1965 bis 1993 Bürgermeister von Jerusalem war und den er noch aus Wien kannte. Einen großen Teil seines Vermögens vermachte er der Stadt Jerusalem, wo ihm zu Ehren die Filmhochschule benannt wurde. In späteren Jahren besann sich Spiegel wieder stärker auf seinen Glauben sowie den Zionismus und besuchte wöchentlich einen Rabbiner.
Die Filmhochschule in Jerusalem wurde 1996 nach ihm benannt The Sam Spiegel Film and Television School.

## Zitate
„Ich behaupte seit Jahren, dass das Niveau des Publikums viel höher ist, als die Filmproduzenten und Filmregisseure und Filmchefs der Welt vermuten. Und ich behaupte immer, dass man zum Niveau des Publikums hinaufschreiben muss und nicht patronisierend herunterschreibt.“

## Filmografie (Auswahl)
- 1933: Ich will Dich Liebe lehren – Regie: Heinz Hilpert
- 1933: Unsichtbare Gegner
- 1942: Sechs Schicksale (Tales of Manhattan) – Regie: Julien Duvivier
- 1946: Die Spur des Fremden (The Stranger) – Regie: Orson Welles
- 1948: Wir waren uns fremd (We Were Strangers) – Regie: John Huston
- 1951: When I Grow Up – Regie: Michael Kanin
- 1951: Dem Satan singt man keine Lieder (The Prowler) – Regie: Joseph Losey
- 1951: African Queen – Regie: John Huston
- 1953: Wiedersehen in Monte Carlo (Melba) – Regie: Lewis Milestone
- 1954: Die Faust im Nacken (On the Waterfront) – Regie: Elia Kazan
- 1957: The Strange One – Regie: Jack Garfein
- 1957: Die Brücke am Kwai (The Bridge on the River Kwai) – Regie: David Lean
- 1959: Plötzlich letzten Sommer (Suddenly Last Summer) – Regie: Joseph L. Mankiewicz
- 1962: Lawrence von Arabien (Lawrence of Arabia) – Regie: David Lean
- 1966: Ein Mann wird gejagt (The Chase) – Regie: Arthur Penn
- 1966: Die Nacht der Generale (The Night of the Generals) – Regie: Anatole Litvak
- 1971: Nikolaus und Alexandra (Nicholas and Alexandra) – Regie: Franklin J. Schaffner
- 1976: Der letzte Tycoon (The Last Tycoon) – Regie: Elia Kazan
- 1983: Betrug (Betrayal) – Regie: David Hugh Jones

## Auszeichnungen
- Academy Awards:
  - 1955: Oscar für Die Faust im Nacken als Bester Film
  - 1958: Oscar für Die Brücke am Kwai als Bester Film
  - 1963: Oscar für Lawrence von Arabien als Bester Film
  - 1964: Irving G. Thalberg Memorial Award („Ehrenoscar“ für Lebenswerk)
  - 1972: Oscarnominierung für Nicholas and Alexandra als Bester Film